# Bermuda National Trust
Il Bermuda National Trust è un'organizzazione non profit che lavora per conservare e proteggere l'eredità storica delle Bermude. Per il proprio mantenimento l'associazione riceve i fondi suddivisi nel 10% dal Governo, il 13 % dei vari incassi dei monumenti, il 33% avuto dal reddito di locazione, il 3% di altro e il 41% proviene dalle donazioni, dagli eventi e dai soci. Infatti il reddito poi viene suddiviso nel 4% per l'Educazione, il 34% per il Turismo e i Musei, 18% per la conservazione dei Giardini, il 13% per le ricostruzioni storiche, l'11% per l'amministrazione, il 15% per le spese del personale amministrativo e il 5% per gli sponsor.
Secondo il relativo sito ufficiale:
Il Bermuda National Trust cura 70 proprietà in tutto il paese, coprendo circa 250 acri (1 km²) e rappresentando le migliori eredità storiche delle Bermude, come case, giardini, cimiteri, riserve naturali e linea costiera.
Il Trust dirige egualmente tre musei che visualizzano una collezione di manufatti, posseduti e fatti dai Bermudiani, così come un programma di formazione, che mette a fuoco la storia dell'isola e il significato del suo futuro.

## Elenco
- The Bermuda National Trust Museum at the Globe Hotel[3] - St. George's
- The Old Rectory[4] - St. George's
- Samaritans' Lodge[5] - St. George's
- Tucker House Museum[6] - St. George's
- Unfinished Church[7] - St. George's
- Verdmont Museum[8] - Smith's Parish
- Waterville[9] - Paget
- Gilbert Nature Reserve and Springfield[10] - Somerset
- Gladys Morrell Nature Reserve[11] - Somerset
- Paget Marsh and Boardwalk[12] - Paget
- Spittal Pond[13] - Smith's
- Warwick Pond[14] - Warwick
- Royal Naval Cemetery[15] - Ireland Island
- Convict Cemetery[16] - Ireland Island
- Watford Cemetery[17] - Somerset
- Somerset Military Cemetery[18] - Somerset
- Garrison Cemetery[19] - Devonshire
- St. George's Military Cemeteries[20] - St. George's
- Ferry Reach Military Cemeteries[21] - Ferry Reach Park
- Scaur Lodge Nature Reserve and Farmland[22] - Sandys
- Palm Island[23] - Sandys
- Butterfield Nature Reserves[24] - Pembroke
- Idwal Hughes Nature Reserve[25] - Hamilton Parish